# Francis Kaplan
Pour les articles homonymes, voir Kaplan.
Francis Kaplan, né le 13 juin 1927 à Mulhouse et mort le 15 décembre 2018 à Paris, est un philosophe français. Il est le fils du grand rabbin Kaplan, rabbin de Mulhouse en 1927. 

## Biographie
Professeur émérite des universités, il a dirigé le département de philosophie de l'université de Tours. Il reçoit le Prix de l'essai de l'Académie française en 2016 pour l'ensemble de son œuvre. Il est le fils de Jacob Kaplan. 
Il est l'époux de la bibliothécaire et historienne Hélène Kaplan. Elle se convertit au judaïsme. Ils se marient le 16 juillet  1970 à la Grande synagogue de Paris, rue de la Victoire, à Paris, bénis par le grand rabbin Kaplan, père de Francis.  Elle est  morte en 2017.

## Ouvrages
- La vérité et ses figures, Aubier, 1977
- Introduction à la philosophie de la religion, Éditions du Cerf, 1989
- Marx antisémite ?, Imago/Berg International, 1990
- Le paradoxe de la vie : la biologie entre Dieu et Darwin, La Découverte, 1994
- Les trois communismes de Marx, Noesis, 1996 ; rééd. Éditions du Félin, 2014
- L'Éthique de Spinoza et la méthode géométrique, Flammarion, 1998
- La vérité : le dogmatisme et le scepticisme, Armand Colin, 1998
- Des singes et des hommes, la frontière du langage, Fayard, 2001, prix Dagnan-Bouveret de l'Académie des sciences morales et politiques en 2001[6]
- L'irréalité du temps et de l'espace, Éditions du Cerf, 2004, prix Charles Lévêque de l'Académie des sciences morales et politiques en 2004[7]
- L'embryon est-il un être vivant ?, Éditions du Félin, 2008
- Entre Dieu et Darwin : le concept manquant, Éditions du Félin, 2009
- La passion antisémite, habillée par ses idéologues, Éditions du Félin, 2011
- Le matérialisme historique et les mécanismes de l'histoire, Éditions Kimé, coll. « Philosophie en cours », 2014, 206 p.  (ISBN 978-2-84174-682-8)
- Propos sur Alain, Gallimard, coll. "Folio Essais", 2020, 192 p.